# Perninský vrch
Perninský vrch, německy Plattenberg, je s výškou 1000,1 m n. m. nejnižší tisícovkou v Česku. Je to rozlehlý plochý vrchol v západní části Krušných hor, nejvyšší v hřbetu odbočujícího jižním směrem z hlavního krušnohorského hřebene v oblasti Zaječího vrchu (1009 m n. m., nejzápadnější tisícimetrový vrchol). Nadmořská výška je nejčastěji udávána jen 997 m, ale to je výška geodetického bodu, a ne nejvyššího místa.
Vrchol (lépe vrcholová planina) je porostlý lesem s malým rašeliništěm – kalištěm severně od žluté turistické cesty. Nejbližšími vrcholy v hřbetu jsou severně, za nepříliš výrazným sedlem, Liščí hora (993 m n. m. se skalkou) a jižně Dračí skála (953 m n. m., jde o seskupení soubor několika skal, v sedle je nejvyšší bod železnice) a směrem k Dračí skále je ještě spočinek Bílá skála (960 m n. m. s mohutným skalním blokem asi 100 metrů západně od hřbetnice). Směrem na západ leží samostatně Tisovský vrch (977 m n. m. s rozhlednou), sedlo odděluje Hamerskou dolinu potoka Limnice od Bukové doliny s relativně samostatným vrcholem Borového vrchu (926 m n. m.). Východně leží údolí Bílé Bystřice s obcí Pernink.

## Přístup
Přes vrchol vede cesta po žluté turistické značce z Perninku do Nových Hamrů (souběžně s cestou skupinový vodovod s vodárnou), která se západně od vrcholu spojuje se zeleně značenou cestou z Nejdku do Horní Blatné. Od mohutného viaduktu u perninského nádraží vede lyžařský vlek z Perninku, u jeho horní stanice lze nalézt nevýraznou cestu vedoucí jižně k Bílé skále. Přibližně v půlce trasy vleku, nad budovou lyžařských tratí Západočeské univerzity, cesta po žluté značce protíná širokou Šupenberskou cestu, vedoucí (pod Liščí horou) severně k silnici Horní Blatná – Nové Hamry a rovněž protínající zelenou značku do Horní Blatné.